# Гігантські слонові землерийки
Rhynchocyon — рід слонових землерийок (або сенгі) родини Macroscelididae.  Представників цього роду в розмовній мові називають гігантськими сенгісами. Це наземні ссавці, значно більші за своїх родичів із ряду Macroscelidea, які живуть переважно в густих лісах у східній Африці. Середовища існування варіюються від прибережних лісів східної Африки, до високогір’я Рифтової долини та басейну Конго. Цей рід перебуває під загрозою зникнення, два з п'яти види занесені до Червоного списку видів, що перебувають під загрозою Міжнародного союзу охорони природи. Фрагментація середовища існування внаслідок зростання населених пунктів і діяльності є основною загрозою для їх популяцій. Рід включає наступні п'ять видів і кілька підвидів:   
- Золотистий сенгі, Rhynchocyon chrysopygus
  - Ринхоціон хризопигус Манделая
- Картатий сенгі, Rhynchocyon cirnei
  - Rhynchocyon cirnei shirensis
  - Rhynchocyon cirnei reichardi
  - Rhynchocyon cirnei Hendersoni
  - Rhynchocyon cirnei macrurus
- Чорно-рудий сенгі, Rhynchocyon petersi
  - Rhynchocyon petersi adersi
- Сенгі Штульмана, Rhynchocyon stuhlmanni
- Сіролиці сенгі, Rhynchocyon udzungwensis

## Біологія та екологія
Гігантські сенгі є ендеміками Африки і зазвичай живуть у низинних гірських і густих лісах , часто «уникаючи» країв лісових ділянок.   Ці густі ліси відіграють важливу роль у їхньому виживанні та відтворенні, оскільки вони забезпечують екологічну нішу, в якій живуть сенгі. Зазвичай вони активні вдень, проводячи ночі, сховавшись в укриттях, які будують напередодні вранці. Після кількох ночей використання сенгі, як правило, залишають свої притулки, щоб створити нові в іншому місці. Вони зазвичай будують свої притулки на рівні землі , серед сухого листя. Первинна структура гнізда для R. udzungwensis, наприклад, представляє собою викопану чашоподібну заглибину в ґрунті, вистелену спочатку шаруватим листям, а потім накриту більш пухким листям, яке створює своєрідний дах над гніздом. Зазвичай вони будують гнізда біля основи дерев. Сенгі також використовують порожнисті, повалені дерева або стовбури, щоб сховатися,  особливо коли стикаються з хижаками. Сенгі реагують на небезпеку, залишаючись нерухомими або видаючи гучний стукіт по лісовій підстилці. 
Відомо, що інші види Macroscelidea гріються на сонці як метод терморегуляції для економії енергії.  Гігантські сенгі не гріються — і, швидше за все, це пов’язано з їхньою адаптацією до затінених лісових середовищ.
Сенгі живуть моногамними парами, захищаючи свою територію розміром у гектар.  Пари мало часу проводять разом, за винятком періоду еструсу у самки. Спаровування відбувається швидко, і потомство швидко росте з мінімальним піклуванням батьків.
Було помічено, що рід має взаємозв’язки з різноманітними наземними птахами, які шукають їжу на всьому ареалі. Червоношапочна малинівка і білогрудий алет часто слідують за гігантськими сенгі, коли вони шукають їжу, намагаючись схопити здобич, яку турбують сенгі, перемішуючись крізь підстилку листя в пошуках здобичі. Сенгі їдять переважно комах, таких як жуки, терміти, мурахи та багатоніжки, використовуючи хоботок, щоб викопувати їх із ґрунту, і язик, щоб злизувати їх. Морфологія їх писочку обмежує їх раціон крихітними безхребетними, і, на відміну від інших представників Macroscelidea, вони не доповнюють свій раціон такими продуктами, як горіхи або дрібні фрукти.

### Ідентифікація
Кожен вид сенгі демонструє чіткі та різноманітні візерунки та кольори шерсті. Види та підвиди, що зустрічаються в густіших лісах, мають темніше забарвлення та візерунки, тоді як види відкритих лісів мають світліші. Темніші види R. petersi, R. chrysopygus і R. udzungwensis все ще містять рудиментарні шашки, але замасковані змішаним темним хутром між ними. Це робить візерунки шерсті ненадійним індикатором окреслення видів, хоча корисним для ідентифікації. 
Сенгі описані наступним чином:
- R. chrysopygus має яскраво-жовту пляму на крупі з дуже невеликим чорним забарвленням. R. chrysopygus має унікальний дермальний щиток (спеціальне потовщення шкіри) на крупі.[10]
- R. petersi має переважно оранжево-червоне забарвлення на лапах, вухах, хвості, грудях і на писочку. Чорне хутро тягнеться від крупа і стегон до плечей.[10] Підвид Р. с. adersi має таку саму шерсть.[15]
- R. udzungwensis має чорні ноги, вуха і хвіст. Мордочка сіра, нижня частина крупа і стегна чорні. Грудна клітка блідо-жовта. [10]
- R. cirnei та його підвид мають шість темних смуг і плям на спині. [10] Вони майже не мають чорного хутра, мають світліший колір і помітно відрізняються відсутністю оранжево-рудого забарвлення, яке спостерігається у його прибережних родичів R. petersi, R. chrysopygus і R. udzungwensis . [3] Підвид R. c. macrurus демонструє варіацію, що відрізняється від прибережних популяцій у бік внутрішніх популяцій (темніші на узбережжі та світліші всередині континенту).[10]
- R. stuhlmanni демонструє подібне забарвлення та візерунок, як R. cirnei, але помітно відрізняється своїм білим хвостом. [3] Популяції стають темнішими на сході та світлішими на заході.[15]

## Таксономія та еволюція
Таксономічний статус роду було важко визначити через дуже велику схожість між популяціями. Спершу було визнано існування до десяти окремих видів, але з часом вони були перегруповані в чотири види.

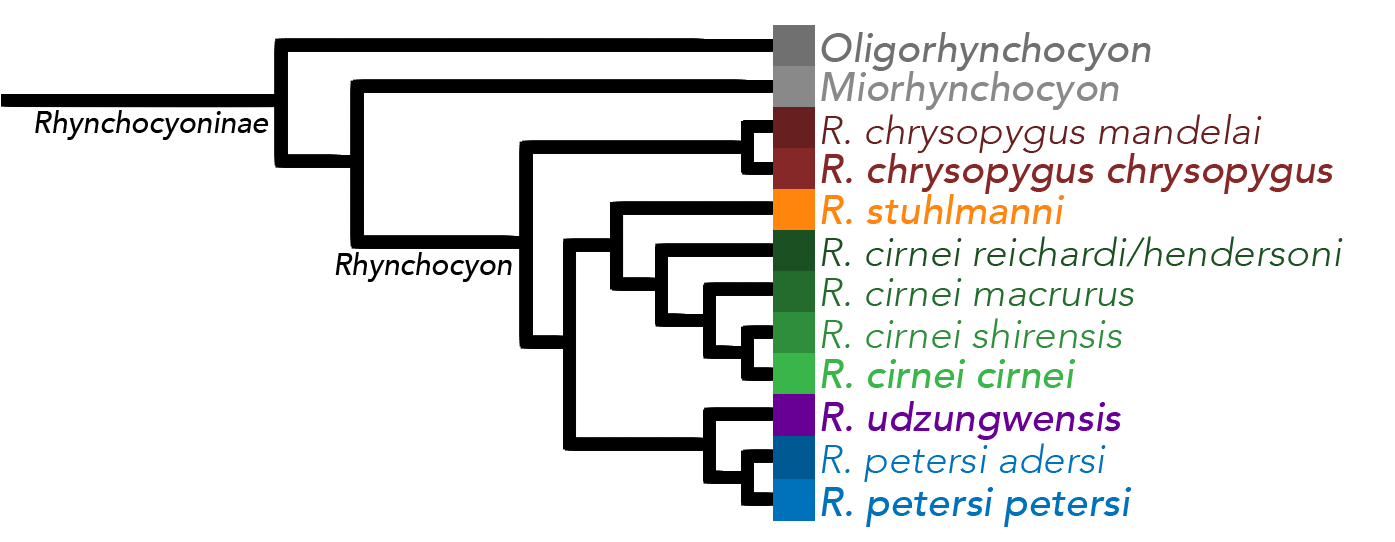
Філогенія підродини Rhynchocyoninae із наявними представниками роду Rhynchocyon у кольорі та вимерлими представниками у сірому кольорі.

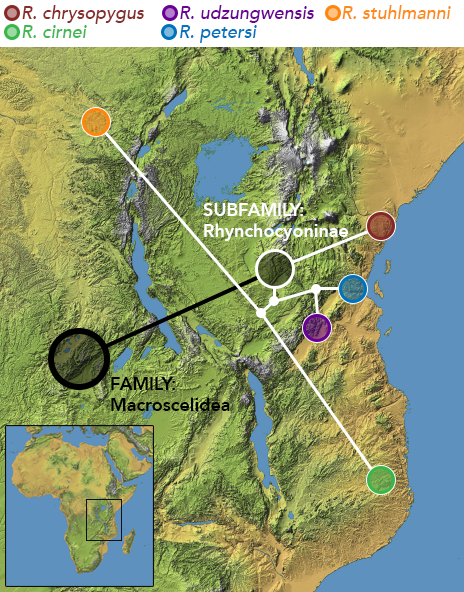
Біогеографія предків підродини Rhynchocyoninae, що ілюструє філогенію, нанесену на карту поточного розподілу. Підродина (білим) виникла 7,9 млн років тому, тоді як родина (чорним) виникла в центральній Африці раніше, щонайменше 32,8 млн років тому.

Тісна генетична спорідненість вказує на те, що загальний предок роду жив близько 7,9 мільйонів років тому. Однак є викопні таксони, які жили в олігоцені. Рештки meswae на мосту Месва в Кенії, датуються 22,5 млн років тому,  з формації Нсунгве в Танзанії датуються 25 млн. років тому.  Інші скам'янілості підродини Rhynchocyoninae знайдені між 18 і 23 млн. років,  M. clarki та M. rusingae були знайдені на стоянці скам'янілостей Сонгхор у Кенії та мають вік приблизно 20 млн. років. Цей великий розрив між розрахунковим часом дивергенції роду вказує на те, що види M. meswae та O. songwensis, ймовірно, є стовбуровими таксонами всієї групи. У зв’язку з тим, що Rhynchocyon потребує пологового лісу та щільного листя, предки цього роду, можливо, зазнали селективного тиску, щоб стати більш адаптованими до лісового середовища, оскільки в міоцені відбулося велике розширення луків.

#### Кенійський підвид
Секвенування мітохондріальної ДНК було проведено на одному зразку (який отримав назву Boni giant sengi) з національних заповідників Додорі та Боні в Кенії , оскільки існувала підозра, що там може бути інший вид на основі отриманих зразків, спостережень і зображень з фотопасток.
Візерунок на шерсті суттєво відрізняється від R. chrysopygus , оскільки він не має яскраво-жовтої плями на крупі. Він також не має таких самих ознак шкірного покриву, як R. petersi — Boni giant sengi має темно-коричневу та чорну шкіру на вухах і хвості, тоді як R. petersi має помаранчеву шкіру. Писочок сіро-жовто-коричневий, а чорне хутро на крупі не доходить до середини спини, як у R. petersi. Важить близько 600 грамів, легший за R. udzungwensis, але важчий за R. petersi. Незважаючи на відмінності в кольорі шерсті, початкове порівняння ДНК показало, що він майже ідентичний R. chrysopygus. Пізніше порівняння ДНК підтвердило існування нового підвиду, Rhynchocyon chrysopygus mandelai. 

## Розподіл

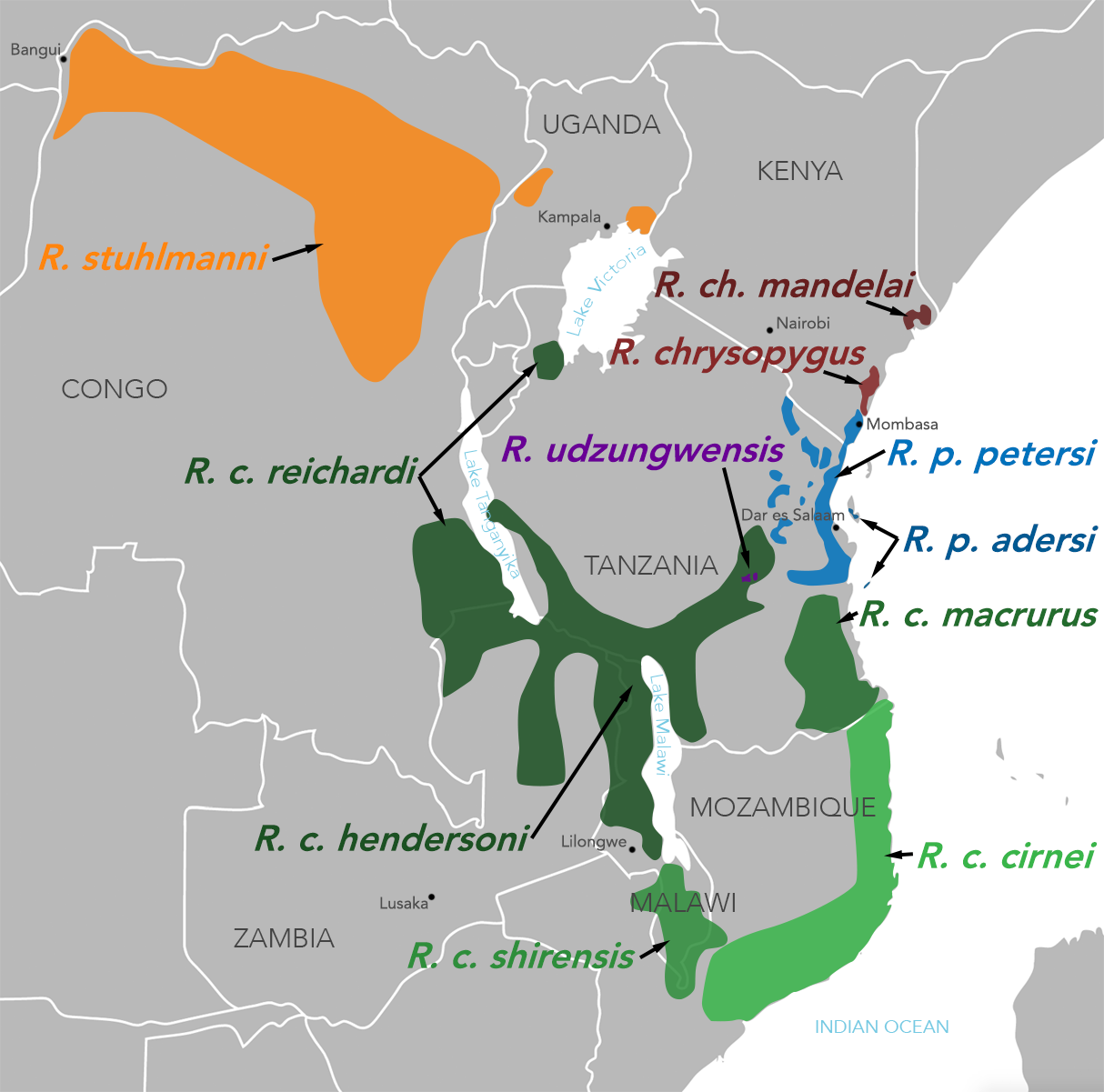
Географічне поширення видів і підвидів роду Rhynchocyon.

Алопатрично поширені R. chrysopygus, R. cirnei і R. petersi; з нещодавно відкритими R. udzungwensis і підвидами R. cirnei reichardi, що демонструють парапатричне поширення.  Деяка інтрогресія ( гібридизація ) відбулася між R. udzungwensis і R. cirnei reichardi, згідно з дослідженням мтДНК.  Р. п. adersi є рідкісним і унікальним у своєму розповсюдженні, його знаходять окремо на островах Занзібарського архіпелагу.  R. c. reichardi зазвичай зустрічається у високогір’ї Рифтової долини Танзанії, Замбії та Малаві, R. c. hendersoni, знайдений у високогір'ях північного Малаві. 
Обидва R. c. hendersoni і R. c. shirensis відомі на більших висотах, подібно до R. udzungwensis; однак R. udzungwensis унікальний своїм більшим розміром тіла  (є найбільшим відомим гігантським сенгі  ). Правило Бергмана передбачає, що спеціальні екологічні фактори, такі як клімат і температура, сприяють більшим тілам, хоча останні два види не мають цієї риси. Для порівняння, R. udzungwensis зустрічається у більшій кількості на висотах понад 1000 метрів,  має масу тіла 710 грамів і масу мозку 7131 міліграм, тоді як R. petersi зустрічається у більшій кількості на висотах від 0 до 2000 метрів, має масу тіла 471 г і масу мозку 5400 мг. 
Розрахункові розміри та щільність популяції відрізняються, і їх може бути важко визначити. Проте вимірювання популяцій виду були проведені. R. chrysopygus в заповідних зонах становить близько 150 особин на квадратний кілометр (близько 14–20 000 особин всього);  R. petersi становить від 19 до 80 особин на квадратний кілометр; R. udzungwensis всього нараховує приблизно 15 000–24 000 особин. R. udzungwensis має невелике поширення (обмежене передгірськими та гірськими лісами в лісах Ндундулу–Лухо-меро та Мваніхана), порівняно з іншими видами. 

## Загрози та збереження
Всім видам роду загрожує знищення середовища існування (насамперед вирубка лісів). Фрагментація лісів внаслідок людської діяльності призвела до створення мозаїки лісових національних парків і заповідників. Це призвело до нерівномірного та різного рівня правового захисту територій де проживають сенгі.    

### Rhynchocyon chrysopygus

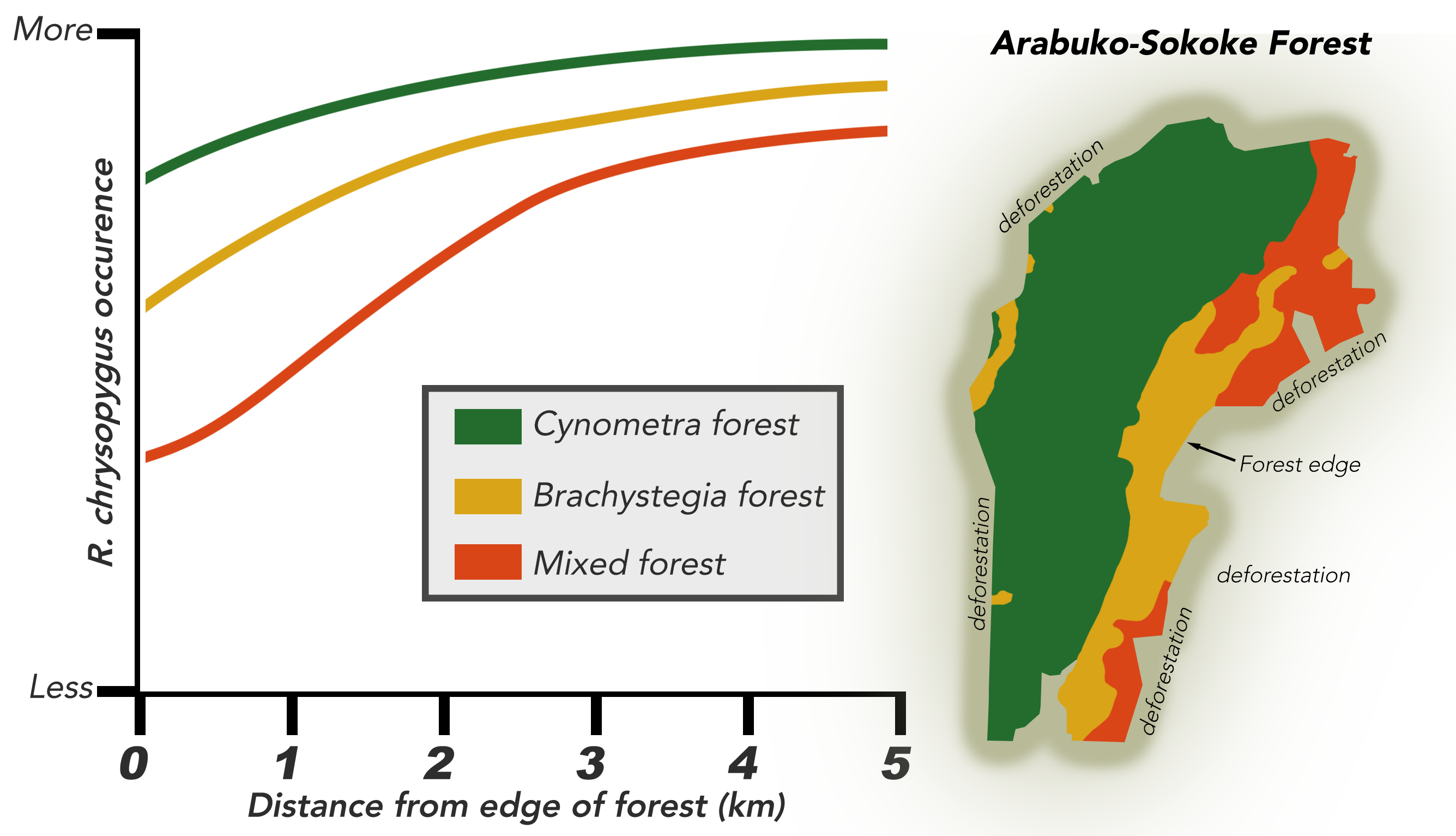
Карта лісу Арабуко-Сококе, (Кенія) з різними типами місць існування: ліс Cynometra (зелений), ліс Brachystegia (жовтий); змішаний ліс (помаранчевий). На карті також показано, що ліс є великим фрагментом, оточений безлісною територією. На графіку показано випадки появи Rhynchocyon chrysopygus поблизу узлісся. Чим ближче людина наближається до узлісся, тим менше R. chrysopygus присутній, що вказує на те, що середовище існування стає менш придатним для нього.

Види, які перебувають під особливою загрозою, — це ті, що мають дуже обмежене поширення, такі як R. udzungwensis і R. chrysopygus. Часто обмежені ареали — це середовища існування, які є охоронюваними лісами та заповідниками, які межують із населеними пунктами. Наприклад, R. chrysopygus мешкає переважно в лісі Арабуко-Сококе, а також у невеликих, розрізнених лісах між лісом Арабуко-Сококе та Момбасою.  Ліс Арабуко-Сококе має площу лише 395,4 км 2 придатного середовища існування. В ньому проживає майже вся популяція R. chrysopygus.  Між 1993 і 1996 роками популяції R. chrysopygus скоротилися з 20 000 до 14 000.  Крихітні фрагменти лісу піддають R. chrysopygus більшому ризику локального зникнення через вирубку дерев і пожежі. У 2008 році було проведено оцінку однієї ізольованої популяції і виявлося, що в ній залишилося лише 20 особин. 
R. chrysopygus раніше займав безперервні прибережні ліси, які простягалися від Момбаси аж до річки Тана. Вісімдесят відсотків лісу було вирубано, і лише ліс Арабуко-Сококе залишився єдиною великою частиною ареалу. R. chrysopygus використовує близько 328 км 2 національного парку.  У цьому лісі існують різні типи місць існування: зарості Cynometra, ліси Brachystegia та змішаний ліс (історично у лісі домінувало дерево Afzelia quanzensis, яка зараз сильно вирубана).  R. chrysopygus дуже любить ліси Cynometra, а також змішані ліси, в яких збереглися у великій кількості дерева A. quanzensis.  Найбільша проблема, з якою стикається R. chrysopygus у зв’язку зі скороченням лісів, полягає в тому, що вирубка дерев усуває дупла в стовбурах дерев, товстий листяний підлісок і вкритий полог — усе це критично важливо для виживання та розмноження сенгі.  Ці фактори, поряд з полюванням , є причиною того, що МСОП вносить його до списку «Зникаючий». У регіоні тривають лісозаготівлі та полювання, існує навіть пропозиція видобувати викопне паливо в деяких  частинах лісу. 
У зв’язку з тим, що R. chrysopygus занесено до Червоного списку МСОП як зникаючий, був розроблений стратегічний план на 2002–2027 роки для лісу Арабуко-Сококе, де за сенгі спостерігали протягом трьох років. Лісом керують дві інституції: Департамент лісів і Служба охорони дикої природи Кенії, також він включений до списку національних пам’яток у рамках зусиль відділу збереження прибережних лісів. Цей статус запобігає вторгненню людини, але не обов’язково захищає біорізноманіття всередині. 

### Rhynchocyon cirnei(іR. stuhlmanni)
R. cirnei внесено до списку МСОП, що викликає найменше занепокоєння.  Карти ареалу дають неточну візуалізацію поширення, оскільки вид обмежується ізольованими ділянками гірських лісів, низинними лісами, лісами із закритими кронами дерев і прибережними чагарниками. У Мозамбіку його можна зустріти лише в невеликих лісових масивах. У Центральноафриканській Республіці на захід від річки Убангі було знайдено лише один екземпляр R. cirnei (який технічно тепер має назву R. stuhlmanni ).  Поширення в горах Східної Дуги неоднозначне та знаходиться під загрозою через зменшення лісових площ, фрагментацію та погіршення якості середовища проживання внаслідок діяльності людини.
R. c. macrurus піддається більшому ризику через його більш обмежений ареал вздовж прибережних районів Танзанії через підвищений тиск людини.  Популяції гір Рунгве (технічно R. c. reichardi знаходяться під особливою небезпекою через ріст полювання в регіоні. Однією з популяцій, що викликає занепокоєння, є надзвичайно малий ізольований ареал R. cirnei (який технічно зараз буде R. stuhlmanni ), у лісі Мабіра на схід від Кампали . Цей ліс лише 300 км 2 і опинився в центрі політичних суперечок через плани вирубки значної частини заповідника.  Цей вид жодним чином не охороняється, але зустрічається в різних охоронюваних територіях по всьому ареалу.  Зусилля щодо захисту антилоп і приматів, ймовірно, матимуть переваги і для R. cirnei. 

### Rhynchocyon petersi
R. petersi внесено до списку найменшого занепокоєння у МСОП; однак ареал виду постійно зменшується через фрагментацію середовища існування, спричинену людиною, яка створила мозаїку лісових ділянок, парків і заповідників. Через такий складний розподіл багато ділянок лісу не було досліджено, тому реальна чисельність сенгі невідома, особливо це стосується незахищених фрагментів прибережних лісів.  Між охоронюваними ділянками лісу існує непридатне середовище існування; де фрагменти прибережної лісової зони є особливо непридатними через екстремальну деградацію середовища та ізоляцію ділянок лісу, що залишилися. Існуює кілька винятків у прибережних лісах: заповідник Селус і національний парк Саадані є добре керованими заповідними територіями, де R. petersi зазвичай зустрічається. В межах Саадані їх ареал обмежений  20 км 2 у Лісі Заранінге. R. petersi унікальний тим, що його успішно розводять у зоопарках, що дозволяє проводити програми розведення та реінтродукції. 

### Rhynchocyon udzungwensis

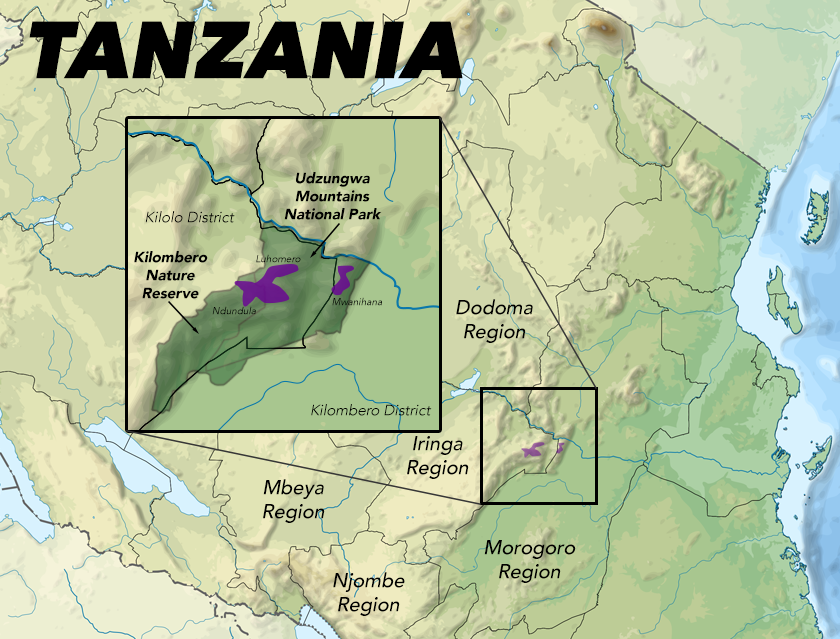
Rhynchocyon udzungwensis зустрічається лише в горах Удзунгва в Танзанії в районі Кіломберо регіону Морогоро та районі Кілоло регіону Ірінга. Два ліси (Ндундулу-Лугомеро та Мваніхана) розташовані в Національному парку гір Удзунгва та природному заповіднику Кіломберо.

R. udzungwensis, внесений до Червоного списку МСОП як вразливий, має дуже обмежений і невеликий географічний ареал близько 810 км 2.  Оскільки він мешкає лише у двох місцях (ліс Ндундулу-Лугомеро та ліс Мваніхана), реальне придатне середовище існуваннядля нього становить лише 390 км2 . Ці два ареали знаходяться на відстані 25 км один від одного.  Не всі гори Удзунгва захищені , що піддає R. udzungwensis більшому ризику з боку людського тиску.  Найбільшою загрозою, з якою стикається вид, є неконтрольовані лісові пожежі , які призводять до втрати вологих гірських лісів.  Між 1970 і 2000 роками 2,71% лісу Ндундулу-Лугомеро було знищено пожежами, також втрачено  0,51% лісу Мваніхана. Земля між двома лісами також значно деградувала.  Відомо, що люди полюють на R. cirnei заради їжі, але невідомо, чи полюють вони на R. udzungwensis;  хоча очікується, що це стане загрозою в майбутньому через зростання людського населення в прилеглих районах.  Оскільки ці два ліси існують у Національному парку гір Удзунгва та природному заповіднику Кіломберо, R. udzungwensis поки, захищено від використання в їжу та для торгівлі; хоча фінансування охорони низьке, а можливості рейнджерів обмежені. Парк також використовує освітню програму для просвітництва місцевих жителів. 